# Jim Doughan
James Francis Doughan (New York, 2 agosto 1959) è un attore statunitense.

## Biografia
Nato a Manhattan, è principalmente conosciuto per aver interpretato il ruolo del detective Doyle in The Mask (1994).

## Filmografia parziale
- Per favore, ammazzatemi mia moglie (1986)
- Ho sposato un'aliena (1988)
- The Mask (1994)
- I Flintstones (1994)
- Stuart Little - Un topolino in gamba (1999) - voce
- Stuart Little 2 (2002)
- La casa dei fantasmi (2003)
- Raven - serie TV, 1 episodio (2004)
- Un'impresa da Dio (2007)